# Drillactis pallida
Drillactis pallida is een zeeanemonensoort uit de familie Edwardsiidae.
Drillactis pallida is voor het eerst wetenschappelijk beschreven door Verrill in 1880.